# 国際標準化機構が定める国際標準一覧 (ISO 15000 から ISO 15999 まで)
ISO 14000 から ISO 14999 まで - 国際標準化機構が定める国際標準一覧 - ISO 16000 から ISO 16999 まで
- ISO 15000 電子ビジネス拡張可能マーク付き言語(ebXML)
- ISO 15001 麻酔剤及び呼吸器 - 酸素との親和性
- ISO 15002 医療ガス配管設備の端末装置への接続のための流量測定装置
- ISO 15003 農業工学 - 電気及び電子機器 - 環境条件への耐性試験
- ISO 15004 眼光学機器 - 基本要求事項及び試験方法
- ISO 15005 路上走行車 - 輸送情報及び制御システムの人間工学的側面 - 対話マネジメントの原理及び適合手順
- ISO 15006 路上走行車 - 輸送情報及び制御システムの人間工学的側面 - 車内聴覚的提示の使用及び適合手順
- ISO 15007 路上走行車 - 輸送情報及び制御システムに関する運転者の視界挙動の判定
- ISO 15008 路上走行車 - 輸送情報及び制御システムの人間工学的側面 - 車両内視覚表示の仕様及び適合手順
- ISO 15009 地盤環境 - 揮発芳香性炭化水素、ナフタリン及び揮発性ハロゲン化炭化水素の含有量のガスクロマトグラフィーによる定量 - 熱脱離を伴うプラグアンドトラップ法
- ISO 15010 輸血及び輸液容器の使い捨てハンギング装置 - 要求事項及び試験方法
- ISO 15011 溶接及び関連プロセスにおける安全衛生 - ヒューム及びガスのサンプリングの試験所方法
- ISO 15012 溶接及び関連プロセスのための安全衛生 - 空気ろ過用機器の試験及びマーキングの要求事項
- ISO 15013 プラスチック - ポリプロピレン(PP)の押出シート - 要求事項及び試験方法
- ISO 15014 プラスチック - フッ化ビニリデン樹脂(PVDF)の押出シート - 要求事項及び試験方法
- ISO 15015 プラスチック - 衝撃改質アクリロニトリル・スチレン共重合樹脂(ABS, AEPDS及びASA)の押出シート - 要求事項及び試験方法
- ISO 15016 船舶及び海洋技術 - 速度試験データの解析による速度及び動力性能の評価の指針
- ISO/IEC 15018 情報技術 - 家庭用一般配線
- ISO 15022 セキュリティ - メッセージ計画(データフィールドディクショナリ)
- ISO 15023 プラスチック - ポリ(ビニルアルコール) (PVAL)材
- ISO/IEC 15026 情報技術 - システム及びソフトウェア完全性レベル
- ISO 15031 路上走行車 - 放出物関連診断のための車両と外部機器との間の通信
- ISO 15061 水質 - 臭素酸塩の定量 - イオンの液体クロマトグラフによる方法
- ISO 15063 プラスチック - ポリウレタンの生産に用いるポリオール - NIR分光器によるヒドロキシル数の測定
- ISO 15064 プラスチック - ポリウレタンの製造に用いる芳香性イソシアネート - トルエンジソシアネートにおける異性体率の測定
- ISO 15065 ISO 7721に従うヘッド構成をもつ皿頭ボルトの皿穴
- ISO/IEC TR 15067 情報技術 - 家庭用電子装置(HES)応用モデル
- ISO/TR 15069 1系貨物コンテナ - 取扱い及び固定 - ISO 3874の付録Aの根拠
- ISO/TR 15070 1系貨物コンテナ - 構造試験基準の根拠
- ISO 15071 フランジ付六角ボルト - 小形系列 - 部品等級A
- ISO 15072 メートル細目ねじのフランジ六角ボルト - 小形系列 - 部品等級A
- ISO 15075 濃密成形耐火物製品の分類
- ISO 15076 画像技術色管理 - アーキテクチャ、プロファイルフォーマット及びデータ構造
- ISO 15077 農業用トラクタ及び自己推進型機械 - オペレータ制御装置 - 駆動力、押しのけ容積、配置及び運転方法
- ISO/TS 15079 電動芝生、庭園及び園芸機器 - オペレータ制御装置 - 作動力、排気量、位置及び運転方法の指針
- ISO 15082 路上走行車 - 硬質プラスチック安全つや出し材料の試験
- ISO 15088 水質 - カサゴ卵(Danio rerio)への排水の急性毒性の定量
- ISO 15099 窓、ドア及び日よけ装置の伝熱能力 - 詳細計算
- ISO 15100 プラスチック - 強化繊維 - チョップドストランド - かさ密度の測定
- ISO 15103 プラスチック - ポリ(フェニレンエーテル)(PPE)成形及び押出材料
- ISO 15105 プラスチック - フィルム及びシート - 気体透過速度の測定
- ISO 15106 プラスチック - フィルム及びシート - 水蒸気の透過速度
- ISO 15107 接着剤 - 割裂接着強さの測定
- ISO 15108 接着剤 - 曲げせん断法による接着接合強さの測定
- ISO 15109 接着剤 - 静的荷重下における接着接合の破断までの時間測定
- ISO 15112 天然ガス - エネルギー定量
- ISO 15113 ゴム - 摩擦特性の測定
- ISO 15117 石炭の流れ特性
- ISO 15119 包装 - 袋 - 充填済袋の摩擦の測定
- ISO 15137 輸液瓶及び注射液瓶のためのノンテープ式吊り下げ装置 - 要求事項及び試験方法
- ISO 15141 食品 - 穀物及び穀物製品の中のオクラトキシンAの測定
- ISO 15142 外科用インプラント - 髄内金属釘固定法
- ISO 15143 土工機械及び自走式道路建設機械 - 工事現場データ交換
- ISO/TR 15144 円筒平歯車及びはすば歯車のマイクロピッチング耐荷重の計算
- ISO/IEC 15145 情報技術 - プログラム言語 - FORTH
- ISO 15147 軽量コンベヤベルト - カット軽量コンベヤベルトの幅及び長さの公差
- ISO 15148 建築材料及び製品の温湿度性能 - 部分浸没による吸水率の測定
- ISO 15152 タバコ - ニコチンとしての総アルカロイド含有量の求め方 - 連続流分析法
- ISO 15153 タバコ - 還元物質の含有量の求め方 - 連続流分析法
- ISO 15154 タバコ - 還元炭水化物の含有量の求め方 - 連続流分析法
- ISO 15156 石油及び天然ガス工業 - 石油及びガス生産における硫化水素含有環境で使用する材料
- ISO 15166 接着剤 - バルク試験片の調整方法
- ISO 15167 石油製品 - 中留出物燃料の微粒子の定量 - 試験室ろ過法
- ISO 15169 石油及び石油製品 - ハイブリッドタンク測定システムによる直立円筒状タンクの炭化水素含有量の容量、密度及び質量の測定
- ISO 15181 塗料及びワニス - 汚れ止め塗料からの殺虫剤の放出速度の測定
- ISO 15184 塗料及びワニス - 鉛筆塗膜硬度の測定
- ISO 15189 臨床検査室 - 品質及び能力に関する特定要求事項
- ISO 15190 臨床検査室 - 安全に対する要求事項
- ISO 15194 体外診断用医薬品・医療機器 - 生物試料の定量測定 - 認証標準物質及び支持文書の内容に関する要求事項
- ISO 15197 体外検査システム-糖尿病管理における自己測定のための血糖モニタ - システムに対する要求事項
- ISO 15202 誘導結合プラズマ原子拡散分光法による大気中の粒子の金属及び半金属類の測定
- ISO 15212 振動タイプ密度計
- ISO 15213 食物及び飼料の微生物学 - 嫌気状態における亜硫酸還元細菌増大の計数のための水平法
- ISO 15214 食品及び飼料の微生物学 - 中性乳酸菌の計数の水平法 - 30℃コロニー計数法
- ISO/IEC 15125 情報技術 - 国際標準化プロファイルADYnn - OSIディレクトリ
- ISO 15216 フードチェーンの微生物学 - リアルタイムRT-PCRによる食品中のA型肝炎ISO 15216及びノロISO 15216の同定のための水平法
- ISO 15217 流体動力系統及び部品 - 接地接点付16 mm方形電気コネクタ - 特性及び要求事項
- ISO 15218 空気圧流体動力 - 3/2ソレノイド弁 - 取付用インタフェース表面
- ISO 15219 土工機械 - ケーブル掘削機 - 用語及び商用仕様書
- ISO 15223 医療用具 - 医療用具ラベルと併用する記号、表示及び提供される情報
- ISO 15225 医療機器 - 品質マネジメント - 医療機器名称集のデータ構造
- ISO 15226 製図 - 文書のライフサイクルモデル及び割当
- ISO 15227 光学及び光学計器 - 顕微鏡 - 立体顕微鏡試験
- ISO 15228 繊維機械及び附属品 - エアジェット製織機械のためのプロフィールニーズ - 寸法
- ISO 15236 鋼索コンベヤベルト
- ISO 15243 転がり軸受 - 損傷及び故障 - 用語、特性及び原因
- ISO 15247 亜鉛硫化精鉱 - 銀の定量方法 - 酸分解フレーム原子吸光分析法
- ISO 15248 亜鉛硫化精鉱 - 銀及び金の定量方法 - 焼熔法又は灰吹法による乾式分析法及びフレーム原子吸光分析法
- ISO 15249 亜鉛硫化精鉱 - 金の定量方法 - 酸分解/溶媒抽出分離/フレーム原子吸光分析法
- ISO 15252 プラスチック - 粉末エポキシ成形樹脂(EP-PMC)
- ISO 15253 眼光学及び関連機器 - 弱視力を高めるための光学装置
- ISO 15254 眼光学及び装置 - 視力改善のための電子光学装置
- ISO 15267 動植物の油脂 - ペンスキーマルテンス密封カップフラッシュテスタを使用する引火点限度試験
- ISO 15270 プラスチック - プラスチック廃棄物の回収及びリサイクルの指針
- ISO/IEC TR 15271 ソフトウェアライフサイクルプロセスのための指針[1]
- ISO 15288 システム及びソフトウェア工学 - システムライフサイクルプロセス
- ISO 15289 システム及びソフトウェア工学 - システム及びソフトウェアライフサイクルプロセス情報製品(文書)の内容
- ISO/IEC 15291 情報技術 - プログラム言語 - Ada意味インタフェース仕様(ASIS)
- ISO 15302 動植物の油脂 - ベンゾ[ア]ピレンの定量 - 逆相高速液体クロマトグラフ法
- ISO 15304 動物性及び植物性脂肪及び油 - 植物性脂肪及び油のトランス脂肪酸異性体含有量の測定
- ISO 15305 動植物の油脂 - ロビボンド色の測定
- ISO 15310 繊維強化プラスチック複合材料 - 板ねじり法による内面せん断係数の測定
- ISO 15312 転がり軸受 - 熱速度定格 - 計算及び係数
- ISO 15314 プラスチック - 海洋暴露の方法
- ISO 15318 パルプ、紙及び板紙 - PCB 7種の定量
- ISO 15320 パルプ、紙及び板紙 - 水性抽出物中のペンタクロロフェノールの定量
- ISO 15322 粉ミルク及び粉ミルク製品 - ホットコーヒー内での作用の測定(コーヒー試験)
- ISO 15329 金属及び合金の腐食 - 熱処理可能なアルミニウム合金の粒界腐食感受性の評価のためのアノード試験
- ISO 15330 ファスナ - 水素もろさの検出のための予圧試験 - 平行座面法
- ISO 15337 環境大気 - 気相滴定 - オゾン分析器の校正
- ISO/TS 15338 表面化学分析 - グロー放電質量分析法 (GD-MS) - 使用の手引
- ISO 15348 配管 - ベローズ形伸縮管継手 - 一般
- ISO 15353 鉄鋼 - すずの定量 - フレーム原子吸光分析法(Sn-SCNとして抽出)
- ISO 15355 鉄鋼 - クロムの定量 - 間接滴定法
- ISO 15362 光学及び光学計器 - 立体顕微鏡 - 使用者に提供される情報
- ISO 15363 金属材料 - 管リング液圧試験
- ISO 15364 船舶及び海洋技術 - 貨物タンク用圧力/真空弁
- ISO 15374 外科用インプラント - 鍛造製品に対する要求事項
- ISO 15375 医用輸液瓶 - 多用途目的の吊下げ装置 - 要求事項及び試験方法
- ISO 15382 原子力 - 放射線防護 - 原子力施設における弱透過性放射線，特にβ線による外部被ばく防護モニタリング手順
- ISO 15390 宇宙環境(自然及び人工) - 銀河系宇宙線モデル
- ISO 15392 建築構造における持続性 - 一般原則
- ISO 15394 包装 - 出荷、輸送及び受入れラベルのバーコード及び二次元記号
- ISO 15395 宇宙データ及び情報転送システム - 標準書式データ単位 - 制御権限データ構造
- ISO 15396 宇宙データ及び情報転送システム - 相互支援参照モデル - 宇宙リンク拡張サービス
- ISO 15401 船舶及び海洋技術 - ばら積み貨物船 - 船体構造の建造品質
- ISO 15402 船舶及び海洋技術 - ばら積み貨物船 - 船体構造の修理品質
- ISO 15403 天然ガス - 車両用圧縮燃料として使用するための天然ガス
- ISO/IEC 15404 情報技術 - 機械 - 仕様書に含まれる最低限の情報 - ファックス装置
- ISO 15407 空気圧流体動力 - 18 mm及び26 mmサイズの五方向制御弁
- ISO/IEC 15408 情報技術 - セキュリティ技術 - ITセキュリティの評価基準
- ISO/TR 15409 路上走行車 - 点火プラグのヒートレイティング
- ISO/IEC TR 15410 情報技術 - システム間の電気通信及び情報交換 - PISN移動性 - 一般原則及びサービス事項
- ISO/IEC 15411 情報技術 - キーボードセグメント配列
- ISO/IEC 15412 情報技術 - 可搬形コンピュータキーボード配列
- ISO/IEC TR 15413 情報技術 - フォントサービス - 抽象サービス定義
- ISO/IEC 15414 情報技術 - 開放型分散処理 - 標準モデル - 企業言語
- ISO/IEC 15415 情報技術 - 自動識別及びデータ収集技法 - バーコード印刷の品質試験仕様 - 二次元記号
- ISO/IEC 15416 情報技術 - 自動識別及びデータ収集技術 - バーコード印刷品質試験仕様 - 線形記号
- ISO/IEC 15417 情報技術 - 自動識別及びデータ収集技術 - コード128バーコード記号仕様
- ISO/IEC 15418 情報技術 - 自動識別及びデータ収集技術 - GS1アプリケーション識別子及びASC MH10データ識別子並びに保守
- ISO/IEC 15419 情報技術 - 自動識別及びデータ収集技術 - バーコードデジタル作画及び印刷性能試験
- ISO/IEC 15420 情報技術 - 自動識別及びデータ収集技術 - EAN/UPCバーコード記号仕様
- ISO/IEC 15421 情報技術 - 自動識別及びデータ収集技術 - バーコードマスタ試験仕様
- ISO/IEC 15423 情報技術 - 自動識別及びデータ収集技法 - バーコードスキャナ及びデコーダの性能試験
- ISO/IEC 15424 情報技術 - 自動識別及びデータ収集技術 - データキャリア識別子(記号識別子を含む)
- ISO/IEC 15426 情報技術 - 自動識別及びデータ収集技術 - バーコード検孔器適合仕様
- ISO/IEC 15428 情報技術 - システム間の電気通信及び情報交換 - 私設総合サービス網 - 仕様、機能モデル及び情報の流れ - ワイヤレス端末位置登録の補足的サービス及びワイヤレス端末情報交換の追加的ネットワーク機能
- ISO/IEC 15429 情報技術 - システム間の電気通信及び情報交換 - 私設総合サービス網 - 相互交換通信プロトコル - 呼出完了補足サービス - 無線端末位置登録補足サービス及び無線情報交換追加ネットワーク機能
- ISO/IEC 15430 情報技術 - システム間の電気通信及び情報交換 - 私設総合サービス網 - 仕様、機能モデル及び情報の流れ - ワイヤレス端末呼出処理の追加的ネットワーク機能
- ISO/IEC 15431 情報技術 - システム間の電気通信及び情報交換 - 私設総合サービス網 - 相互交換信号プロトコル - ワイヤレス端末呼出処理の追加的ネットワーク機能
- ISO/IEC 15432 情報技術 - システム間の電気通信及び情報交換 - 私設総合サービス網 - 仕様、機能モデル及び情報の流れ - ワイヤレス端末認証の補足的サービス(WTAT及びATAN)
- ISO/IEC 15433 情報技術 - システム間の電気通信及び情報交換 - 私設総合サービス網 - 相互交換信号プロトコル - ワイヤレス端末認証の補足的サービス
- ISO/IEC 15434 情報技術 - 高容量自動データ補足(ADC)媒体のための構文
- ISO/IEC 15437 情報技術 - LOTOSへの強化(E-LOTOS)
- ISO/IEC 15438 情報技術 - 自動識別及びデータ収集技術 - PDF417バーコード記号法仕様
- ISO 15439 最高運転圧力が0.4 MPa (4 bar)以下のガス燃料供給用プラスチック配管システム - ポリアミド(PA)
- ISO/IEC TR 15440 情報技術 - 未来型キーボード及びその他の附属入力装置並びに関連入力方法
- ISO 15442 クレーン - ローダクレーンの安全要求事項
- ISO/IEC TR 15443 情報技術 - セキュリティ技術 - ITセキュリティ保証の枠組み
- ISO/IEC 15444 情報技術 - JPEG 2000画像符号処理システム
- ISO/IEC 15445 情報技術 - 文書記述及び処理言語 - ハイパーテキストマークアップ言語(HTML)
- ISO/TS 15453 高圧ガス容器 - 継ぎ目無し鋼管及びアルミニウム合金製高圧ガス容器 - 既存の高圧ガス容器の評価及び他の法域における安全使用の考察
- ISO/IEC TR 15446 情報技術 - セキュリティ技術 - 保護プロファイル及びセキュリティターゲットの生成の手引
- ISO/IEC 15457 識別カード - 薄型弾性カード
- ISO/IEC 15459 情報技術 - 同定識別子
- ISO/TR 15461 鍛鋼品 - 試験頻度、試料採取条件及び機械試験の試験方法
- ISO/TR 15462 水質 - 生分解性の試験の選択
- ISO 15463 石油及び天然ガス工業 - 新しいケーシング、チュービング及びプレインエンド掘り管
- ISO 15465 配管 - ストリップ巻付ホース及びホースアセンブリ
- ISO 15469 昼光の空間分布 - CIE標準一般空模様
- ISO 15470 表面化学分析 - X線光電子分光法 - 選択計器性能のパラメタの解説
- ISO 15471 表面化学分析 - オージェ電子分光法 - 選択計器性能のパラメタの解説
- ISO 15472 表面化学分析 - X線光電子分光装置 - エネルギー軸目盛の校正
- ISO 15473 動物性及び植物性脂肪及び油 - 植物性脂肪及び油のトランス脂肪酸異性体含有量の測定
- ISO/IEC 15474 情報技術 - CDIFフレームワーク
- ISO/IEC 15475 情報技術 - CDIF転送形式
- ISO/IEC 15476 情報技術 - CDIF意味論的メタモデル
- ISO 15480 タッピンねじ山付六角ワッシャヘッドせん孔ねじ
- ISO 15481 タッピンねじ山付十字穴付なべせん孔ねじ
- ISO 15482 タッピンねじ山付十字穴付さらせん孔ねじ
- ISO 15483 路上走行車 - ブレーキライニング摩擦材料 - 製品定義及び品質保証
- ISO 15484 路上走行車 - ブレーキライニング摩擦材料 - 製品定義及び品質保証
- ISO/IEC 15485 情報技術 - 相変化PD書式を使用する120 mm光ディスクカートリッジ上のデータ交換 - 容量：カートリッジ当たり650メガバイト
- ISO/IEC 15486 情報技術 - 不可逆効果を使用するWORM(追記多読取)型130 mm光ディスクカートリッジ上のデータ交換 - 容量：カートリッジ当たり2.6ギガバイト
- ISO 15487 織物 - 家庭における洗濯及び乾燥後のアパレル及びその他の織物最終製品の外観の評価方法
- ISO 15488 工具シャンク用の取付角度8度の口金 - 口金、ナット及び管継手の寸法
- ISO 15489 情報及びドキュメンテーション - 記録マネジメント
- ISO 15490 ファインセラミック(先進セラミック、先進技術セラミック) - モノリシックセラミックの室温における引張強さ試験方法
- ISO 15493 工業用プラスチック配管系 - アクリロニトリル - ブタジエン - スチレン(ABS)、無可塑ポリ（塩化ビニル）(PVC-U)及び塩素化ポリ（塩化ビニル）(PVC-C) - 構成部品及び系統の仕様 - メートル系
- ISO 15494 工業用プラスチック配管系 - ポリブテン(PB)、ポリエチレン(PE)及びポリプロピレン(PP) - 構成部品及び系統の仕様 - メートル系
- ISO/TS 15495 牛乳、乳製品及び乳児用特殊調製粉乳 - LC-MS/MSによるメラミン及びシアヌル酸の定量的測定
- ISO 15496 繊維 - 品質管理のための繊維の水蒸気の透水性の測定
- ISO/TR 15497 路上走行車 - 車両基盤ソフトウェアの開発の指針
- ISO/IEC 15498 情報技術 - 90 mm光ディスクカートリッジ上のデータ交換 - HS-1書式 - 容量：カートリッジ当たり650メガバイト
- ISO 15500 路上走行車 - 圧縮天然ガス(CNG)燃料系統部品
- ISO 15501 路上走行車 - 圧縮天然ガス(CNG)燃料装置
- ISO/IEC 15504 情報技術 - プロセスアセスメント
- ISO/IEC 15506 情報技術 - システム間の電気通信及び情報交換 - 私設総合サービス網 - 相互交換信号プロトコル - メッセージ待機表示の補足的サービス
- ISO/IEC 15507 情報技術 - システム間の電気通信及び情報交換 - 私設総合サービス網 - 相互交換信号プロトコル - PINX刻時同期
- ISO 15509 接着剤 - エンジニアリングプラスチック継手の接着強さの測定
- ISO 15511 情報及びドキュメンテーション - 図書館及び関連組織のための国際標準識別子(ISIL)
- ISO 15512 プラスチック - 水分含有率の求め方
- ISO 15517 タバコ - 硝酸含有量の求め方 - 連続流分析法
- ISO/IEC 15521 情報技術 - 情報交換のための3.81 mm幅磁気テープカートリッジ - らせん走査録音 - 125 mテープを使用するDDS-3書式
- ISO 15522 水質 - 活性汚泥微生物の成長への水の成分の抑制効果の測定
- ISO 15531 産業オートメーションシステム及び統合 - 産業製造マネジメントデータ
- ISO 15550 内燃機関 - エンジン出力の決定及び測定方法 - 一般要求事項
- ISO 15552 空気流動力 - 着脱式架台のついたボンベ、1000 kPa (10バール)シリーズ、口径32 mm～320 mm、基礎、架台及び附属品寸法
- ISO 15553 水質 - 水からのクリプトスポリジウム接合子嚢及びギアリダ族嚢胞
- ISO 15579 金属材料 - 低温における引張試験
- ISO 15583 船舶及び海洋工学 - 海洋規格リスト
- ISO 15584 小型船舶 - 船内機 - 機関取付燃料及び電気部品
- ISO 15585 ハードコール - 粘結性指数の決定
- ISO 15586 水質 - 黒鉛化炉による原子吸光分析法を用いた微量元素の測定
- ISO 15587 水質 - 水中の選択元素定量のための温浸
- ISO 15589 石油及び天然ガス工業 - パイプライン輸送システムの電気防食
- ISO 15592 きざみタバコ及びそれから作られる喫煙品 - 試料採取、調和及び分析
- ISO/PAS 15594 空港液体水素燃料供給施設運営
- ISO 15600 成形用工具 - 射出成形用断熱シート
- ISO 15601 ハンマ - 鋼製T頭に関する技術仕様 - 試験手順
- ISO 15605 接着剤 - 試料採取
- ISO 15607 金属材料の溶接施工要領及びその承認－一般規則
- ISO/TR 15608 溶接 - 金属材料の材料区分の指針
- ISO 15609-1 金属材料の溶接施工要領及びその承認－溶接施工要領書－第1部：アーク溶接
- ISO 15609-2 金属材料の溶接施工要領及びその承認－溶接施工要領書－第2部：ガス溶接
- ISO 15609-3 金属材料の溶接施工要領及びその承認－溶接施工要領書－第3部：電子ビーム溶接
- ISO 15609-4 金属材料の溶接施工要領及びその承認－溶接施工要領書－第4部：レーザビーム溶接
- ISO 15609-5 金属材料の溶接施工要領及びその承認－溶接施工要領書－第5部：抵抗溶接
- ISO 15609-6 金属材料の溶接施工要領及びその承認－溶接施工要領書－第6部：レーザアークハイブリッド溶接
- ISO 15610 金属材料の溶接施工要領及びその承認－試験済み溶接材料に基づく承認
- ISO 15611 金属材料の溶接施工要領及びその承認－溶接経験に基づく承認
- ISO 15612 金属材料の溶接施工要領及びその承認－標準溶接施工要領書に基づく承認
- ISO 15613 金属材料の溶接施工要領及びその承認－予備生産溶接試験に基づく承認
- ISO 15614 金属材料の溶接施工要領書及び確認試験 - 溶接施工方法試験
- ISO 15615 ガス溶接装置－溶接，切断及び関連作業用アセチレン集合システム－高圧装置の安全要求事項
- ISO 15616 高品質溶接及び切断用のCO2レーザ機械の受入試験
- ISO 15618-1 水中溶接技能者の資格試験－第1部：非排水潜水溶接
- ISO 15618-2 水中溶接技能者の資格試験－第2部：局所排水潜水溶接を行うダイバー溶接技能者及び溶接オペレータ
- ISO 15623 前方車両追突警報システム[2]
- ISO 15636 バルカナイズドファイバディスクのバックアップパッド
- ISO 15648 バター - 塩分の定量 - 電位差法
- ISO 15668 銀行業務 - 安全なファイル転送(リテール)
- ISO 15686 建築物及び構造物資産 - 寿命計画
- ISO/IEC 15693 識別カード - 外部端子なしICカード - 近傍型カード
- ISO 15700 革 - 染色堅ろう度試験 - 露落ちに対する染色堅ろう度
- ISO 15701 革 - 染色堅ろう度試験 - 軟質ポリ(塩化ビニル)への移染に対する色堅ろう度
- ISO 15702 革 - 染色堅ろう度試験 - 機械洗いに対する色堅ろう度
- ISO 15703 革 - 染色堅ろう度試験 - 軽洗いに対する色堅ろう度
- ISO 15704 産業オートメーションシステム - 企業参照アーキテクチャ及び方法論に関する要求事項
- ISO 15705 水質 - 化学的酸素要求量指数の測定(ST-COD) - 小型密閉管法
- ISO 15706 情報及びドキュメンテーション - 国際標準視聴覚番号(ISAN)
- ISO 15707 情報及びドキュメンテーション - 国際標準音楽作品コード(ISWC)
- ISO 15708 非破壊試験 - 放射線法 - コンピューテッドトモグラフィ
- ISO 15709 土質 - 土壌水分及び不飽和区域 - 定義、記号及び理論
- ISO 15710 ペイント及びワニス - 緩衝処理した食塩水への出し入れによる腐食試験
- ISO 15711 塗料及びワニス - 海水にさらされた被膜の陰極はく離耐性の測定
- ISO 15712 建築音響 - 要素の性能からの建物の音響性能の推定
- ISO 15713 固定発生源 - 気体フッ化物含有量のサンプリング及び定量
- ISO 15715 塗料及びワニスのバインダ - 濁度の測定
- ISO 15717 キッチン器具 - キッチンキャビネット及びワークトップの安全要求事項及び試験方法
- ISO/IEC 15718 情報技術 - 8 mm幅磁気テープカートリッジ上のデータ交換 - らせん走査録音 - HH-1書式
- ISO 15720 金属被覆 - 有孔度試験 - ゲルかさエレクトログラフ法による金属基板上の金又はパラジウム被覆の中の有孔度
- ISO 15721 金属被覆 - 有孔度試験 - 亜硫酸・亜硫酸ガスによる金又はパラジウム被覆の中の有孔度
- ISO 15724 金属及びその他の無機質皮膜 - 鋼材内の拡散性水素の電気化学測定 - バマクル電極法
- ISO 15726 金属及びその他の無機質皮膜 - ニッケル、コバルト及び鉄との電解亜鉛合金
- ISO 15730 金属及びその他の無機質皮膜 - ステンレス鋼を平滑化し、不動態化する手段としての電解研磨
- ISO/IEC 15731 情報技術 - 情報交換のための12.65 mm幅磁気テープカセット - らせん走査録音 - DTF-1書式
- ISO 15732 ファインセラミック(先進セラミック、先進技術セラミック) - 予き裂き導入破壊試験(SEPB)法による室温でのモノリシックセラミックスの破壊靱性の試験方法
- ISO 15733 ファインセラミック(先進セラミック、先進技術セラミック) - 長繊維強化複合セラミックスの室温における引張応力 - ひずみ挙動試験方法
- ISO 15734 船舶及び海洋技術 - 水圧解放装置
- ISO 15736 船舶及び海洋技術 - 燃焼物救命用途 - 製品ユニットの試験、検査及びマーキング
- ISO 15738 船舶及び海洋技術 - 膨張式救命設備のためのガス膨張システム
- ISO 15739 写真 - 電子スチール写真画像化 - 騒音測定
- ISO 15740 写真 - 電子静止画像 - デジタル静止写真素子の画像転送プロトコル(PTP)
- ISO 15741 塗料及びワニス - 非腐食性ガス用の陸上及び海洋鋼管パイプライン内部の減摩被覆
- ISO 15743 熱環境の人間工学 - 低温の職場 - リスクアセスメント及びマネジメント
- ISO 15744 手持ち形非電動工具 - 騒音測定規約 - 工学的方法(等級2)
- ISO 15745 産業オートメーションシステム及びその統合 - オープンシステムアプリケーション統合の枠組み
- ISO 15747 静脈注射用プラスチック容器
- ISO 15748 船舶及び海洋技術 - 船舶及び海洋施設への飲料水供給
- ISO 15749 船舶及び海洋工学 - 船舶及び海洋構造物の排水システム
- ISO 15750 包装 - スチールドラム
- ISO 15752 眼科機器 - エンドイルミネータ - 光学的放射安全性の基本的要求事項及び試験方法
- ISO 15753 動植物の油脂 - 多環式芳香族炭化水素の定量
- ISO 15754 紙及び板紙 - z方向引張強さの求め方
- ISO 15755 紙及び板紙 - きょう雑測定方法
- ISO/IEC 15757 情報技術 - 8 mm幅磁気テープカートリッジ上のデータ交換 - らせん走査録音 - DA-2書式
- ISO 15758 建築設備及び産業施設の温湿度性能 - 水蒸気拡散の計算 - 冷管断熱システム
- ISO 15759 医療輸液機器 - ブローフィルシール(BFS)プロセスで製造した容器のためのエラストマー系ライナ付きプラスチックキャップ
- ISO 15761 石油及びガス工業用のDN 100以下のサイズの鋼製仕切弁、玉形弁及び逆止め弁
- ISO 15763 路上走行車 - 最大許容総質量が3.5トン超のバス及び商用車両の警報システム
- ISO 15764 路上走行車 - 拡張データリンクセキュリティ
- ISO 15765 路上走行車 - コントロールエリアネットワーク(CAN)の診断
- ISO/TR 15766 路上走行車 - 歩行者脚試験装置の生適合度の評価の目標
- ISO 15767 職場の大気 - 収集エーロゾルの秤量の不確かさの制御及び特性付け
- ISO/TS 15768 開水路における液体速度の測定 - 電磁流速計の設計、選択及び使用
- ISO 15769 比重測定法 - ドップラーと反響の相関関係を応用した音速計の適用の指針
- ISO/IEC 15771 情報技術 - システム間の電気通信及び情報交換 - 私設総合サービス網 - 仕様、機能モデル及び情報の流れ - 共通情報の追加的ネットワーク機能
- ISO/IEC 15772 情報技術 - システム間の電気通信及び情報交換 - 私設総合サービス網 - 相互交換信号プロトコル - 共通情報の追加的ネットワーク機能
- ISO/IEC 15773 情報技術 - システム間の電気通信及び情報交換 - 広帯域私設総合サービス網 - 相互交換信号プロトコル - 通過カウンタの追加的ネットワーク機能
- ISO 15774 動植物の油脂 - 直接黒鉛炉原子吸光分析法によるカルシウムの定量
- ISO/IEC 15775 情報技術 - 事務機械 - テストチャートを用いたカラー複写機の画像評価方法
- ISO/IEC 15776 VME64バス - 仕様
- ISO/IEC 15780 情報技術 - 8 mm幅磁気テープカートリッジ - らせん走査録音 - ATT-1書式
- ISO 15782 銀行業務 - 証書管理
- ISO 15783 回転式シールレスポンプ - クラスll - 仕様
- ISO 15784 高度道路交通システム(ITS) - ロードサイドモジュール通信に関するデータ交換
- ISO 15785 製図 - 接着、折込み及び圧着継手の図記号表示及び指示
- ISO 15786 製図 - 穴の簡易的表現及び寸法決め
- ISO 15787 製図 - 熱処理鉄製部材 - 表示法
- ISO 15788 動植物の油脂 - 植物油におけるスティグマスタジエンの測定
- ISO 15790 グラフィック技術及び写真 - 反射計量及び伝達計量のための認証標準物質 - 合成標準不確かさの決定を含む使用のための文書及び手順
- ISO 15791 プラスチック - プラスチック製品のための中間スケール燃焼試験の開発及び使用
- ISO 15792 溶接消耗品 - 試験方法
- ISO 15793 デュラム小麦粉 - ふるい下の測定
- ISO 15794 バイディレクショナル及びマルチディレクショナルフォークリフトトラック - 安定度試験
- ISO 15795 光学及び光学機器 - 工学系の品質評価 - 色収差による像質劣化の評価
- ISO 15796 ガス分析 - 分析偏向の調査及び処理
- ISO 15797 織物 - 作業服の試験のための工業用洗浄及び仕上げ手順
- ISO 15798 眼科用インプラント - 眼科粘性外科用具
- ISO 15799 地盤環境 - 土壌及び土壌物質の環境毒物学的キャラクタリゼーションのための指針
- ISO 15800 地盤環境 - 人の暴露に関する土壌の特性付け
- ISO/IEC 15802 情報技術 - システム間の電気通信及び情報交換 - ローカル及びメトロポリタンエリアネットワーク - 共通仕様
- ISO 15818 土工機械 - つり上げ及び固縛箇所 - 性能要求事項
- ISO 15825 ゴム配合成分 - カーボンブラック - ディスク遠心分離フォトセディメントメトリによる一次凝集体サイズの測定
- ISO 15830 路上走行車 - 50パーセンタイルWorldSID男性の側面側突用ダミーの設計及び性能の仕様
- ISO 15831 被服 - 生理学的効果 - 熱人体模型による断熱の測定
- ISO 15835 鉄筋コンクリート用鋼材 - 鉄筋の機械的かさね継ぎ用の鉄筋結合器
- ISO 15836 情報及びドキュメンテーション - ダブリンコアメタデータ要素集合
- ISO 15837 船舶及び海洋工学 - 配管システムに使用するガスケット付き機械カップリング - 性能要求事項
- ISO 15838 船舶及び海洋工学 - 配管用途のガスケット付き機械カップリングと一緒に使用する管継手 - 性能仕様
- ISO 15839 水質 - 水のオンラインセンサ/分析機器 - 仕様及び性能試験
- ISO/IEC TR 15846 情報処理 - ソフトウェアライフサイクルプロセス - 構成管理[3]
- ISO/IEC 15852 情報技術 - プログラム言語 - M Windowing API
- ISO/TR 15855 銅、鉛及び亜鉛硫化精鉱 - 静的秤量機の逐次法による検査方法
- ISO 15860 宇宙システム - ガス汚染 - 現場試験のための測定方法
- ISO 15864 宇宙システム - 宇宙船、サブシステム及びユニットの一般試験方法
- ISO 15865 宇宙システム - 技量評価
- ISO 15870 動力付産業車両 - 安全標識及び危険を示す絵図 - 一般原則
- ISO 15871 産業車両 - コンテナハンドリンググラッパーアーム操作に関する表示灯の仕様
- ISO 15872 宇宙航行体 - UNJねじ - ゲージング
- ISO 15873 ストーマ用洗腸具 - 差圧ベンチュリ形添加液注射器
- ISO 15874 温・冷水施設のプラスチック配管システム - ポリプロピレン(PP)
- ISO 15875 温・冷水施設のプラスチック配管システム - 架橋ポリエチレン(PE-X)
- ISO 15876 温・冷水施設のプラスチック配管システム - ポリブチレン(PB)
- ISO 15877 温・冷水施設のプラスチック配管システム - 塩素化ポリ塩化ビニル(PVC-C)
- ISO 15878 道路建設及び維持管理機器 - アスファルト舗装機械 - 用語及び商用仕様書
- ISO 15880 塗料,ワニス及び結合剤 - 水性塗料材料及び結合剤のMEQ値の測定
- ISO 15889 宇宙データ及び情報伝達システム - データ記述言語 - EAST仕様
- ISO 15897 情報技術 - 人為要素の登録のための手順
- ISO/IEC 15898 情報技術 - 356 mm光ディスクカートリッジ上のデータ交換 - 相変化技術を使用するWORM - 容量：カートリッジ当たり14.8ギガバイト及び25ギガバイト
- ISO 15900 粒子径分布の測定 - 噴霧粒子の差動電気移動度法
- ISO 15901 水銀空隙率測定及びガス吸着法による固体材料の細孔径分布及び空隙率
- ISO 15902 光学及び光学機器 - 回折用オプティクス - 用語
- ISO 15903 土質 - 土質及び用地情報の記録形式
- ISO 15906 アルミニウム製造用炭素質物質 - 焙焼陽極 - 通気度の測定
- ISO 15908 熱可塑性配管システム用の接着剤 - 接着剤の熱的安定性の判定のための試験方法
- ISO/IEC 15909 ホフトウェア及びシステム工学 - 高レベルペトリネット
- ISO/IEC 15910 情報技術 - ソフトウェアユーザ文書プロセス
- ISO 15911 石油製品 - 水素含有量データを使用する航空ターピン燃料の純比エネルギーの測定
- ISO 15912 歯科 - 鋳造用埋没材及び耐火ダイ材料
- ISO 15913 水質 - 固相抽出後ガスクロマトグラフィ及びマスクロマトグラフィによってベンタゾン及びヒドロキシベンゾニトリルを含む選択的フェノキリアル
- ISO 15914 飼料 - 総でんぷん含有量の酵素測定法
- ISO/TR 15916 水素システムの安全性の基本考察
- ISO 15917 炭化物セラミック材料による円筒シャンク付きソリッドボールエンドミツ
- ISO 15919 情報及びドキュメンテーション - デーバナーガリー及び関連インド文字のラテン文字への翻字
- ISO 15924 情報及びドキュメンテーション - スクリプト名の表現のためのコード
- ISO 15926 産業オートメーションシステム及び統合 - 油及びガス生産施設を含むプロセスプラントのためのライフサイクルデータの統合
- ISO 15927 建物の温湿度性能 - 気象データの計算及び提示
- ISO 15928 家屋 - 性能の記述
- ISO 15930 図形技術 - プリプレスデジタルデータ交換 - PDFの使用
- ISO/TR 15931 鋳鉄及び銑鉄の呼称体系
- ISO/IEC 15938 情報技術 - マルチメディア内容記述インターフェース
- ISO/IEC 15939 システム及びソフトウェア工学 - 計測プロセス
- ISO/IEC 15940 情報技術 - ソフトウェア工学環境サービス
- ISO/IEC TR 15942 情報技術 - プログラム言語 - 高信頼性システムにおけるAdaプログラム言語の使用の手引
- ISO/IEC 15944 情報技術 - 事業運営概念
- ISO/IEC 15945 情報技術 - セキュリティ技術 - デジタル署名の応用を支援するためのTTPサービスの仕様
- ISO/IEC 15946 情報技術 - セキュリティ技術 - だ円曲線に基づいた暗号技法
- ISO/IEC 15948 情報技術 - コンピュータグラフィックス及び画像処理 - ポータブルネットワークグラフィックス(PNG)：機能的仕様
- ISO 15952 地盤環境 - 若いカタツムリ(Helicidae)に対する汚染物質の作用 - 成長に対する土壌汚染の作用の求め方
- ISO/IEC 15953 情報技術 - 開放型システム間相互接続 - 応用サービスオブジェクトアソシエーション制御サービス要素のためのサービス定義
- ISO/IEC 15954 情報技術 - 開放型システム間相互接続 - 応用サービスオブジェクトアソシエーション制御サービス要素のためのコネクション型プロトコル
- ISO/IEC 15955 情報技術 - 開放型システム間相互接続 - 応用サービスオブジェクトアソシエーション制御サービス要素のためのコネクションレス型プロトコル
- ISO/IEC 15961 情報技術 - アイテムマネジメントのための無線周波数識別(RFID) - データプロトコル：アプリケーションインタフェース
- ISO/IEC 15962 情報技術 - アイテムマネジメントのための無線周波数識別(RFID) - データエンコード規則及び論理メモリ機能
- ISO/IEC 15963 情報技術 - アイテムマネジメントのための無線周波数識別 - RFタグの同定識別
- ISO 15967 直接還元鉄 - 高温ブリケット鉄(HBI)の回転強度及び摩耗指数の測定
- ISO 15968 直接還元鉄 - 高温ブリケット鉄(HBI)の見掛け密度及び吸水量の測定
- ISO/TR 15969 表面化学分析 - 深さ方向分析 - スパッター深さ方向の測定方法
- ISO 15970 天然ガス - 特性の測定 - 容積特性：密度、圧力、温度及び圧縮係数
- ISO 15971 天然ガス - 特性の測定 - 発熱量及びウォッベ指数（英語版）
- ISO 15973 ブレイクプルマンドレル及び突き出し頭付クローズドエンドブラインドリベット - AlA/St
- ISO 15974 ブレイクプルマンドレル及び皿頭付クローズドエンドブラインドリベット - AlA/St
- ISO 15975 ブレイクプルマンドレル付き丸頭クローズドエンドブラインドリベット - AI/AIA
- ISO 15976 ブレイクプルマンドレル付き丸頭クローズドエンドブラインドリベット - St/St
- ISO 15977 ブレイクプルマンドレル付き丸頭オープンエンドブラインドリベット - AIA/St
- ISO 15978 ブレイクプルマンドレル付き皿頭オープンエンドブラインドリベット - AIA/St
- ISO 15979 ブレイクプルマンドレル付き丸頭オープンエンドブラインドリベット - St/St
- ISO 15980 ブレイクプルマンドレル付き皿頭オープンエンドブラインドリベット - St/St
- ISO 15981 ブレイクプルマンドレル付き丸頭オープンエンドブラインドリベット - AIA/AIA
- ISO 15982 ブレイクプルマンドレル付き皿頭オープンエンドブラインドリベット - AIA/AIA
- ISO 15983 ブレイクプルマンドレル付き丸頭オープンエンドブラインドリベット - A2/A2
- ISO 15984 ブレイクプルマンドレル付き皿頭オープンエンドブラインドリベット - A2/A2
- ISO 15985 プラスチック - 高固体好気性消化条件下の好気的究極生分解度及び崩壊度の求め方
- ISO 15987 プラスチック - フィルム及びシーティング - 2軸配向ポリアミド(ナイロン)フィルム
- ISO 15988 プラスチック - フィルム及びシーティング - 2軸配向ポリ(エチレン・テレフタレート)(PET)フィルム
- ISO 15989 プラスチック - フィルム及びシーティング - 静電処理フィルムの水接触角の測定
- ISO/IEC 15991 情報技術 - システム間の電気通信及び情報交換 - 私設総合サービス網 - 仕様、機能モデル及び情報の流れ - 呼出優先中断及び呼出優先中断保護の補足的サービス
- ISO/IEC 15992 情報技術 - システム間の電気通信及び情報交換 - 私設総合サービス網 - 相互交換信号プロトコル - 呼出優先割込み及び呼出優先割込み保護の補足的サービス
- ISO 15995 高圧ガス容器 - LPGシリンダバルブの使用及び試験 - 手動開放式
- ISO 15996 高圧ガス容器 - 残圧弁 - 一般要求事項及び形式試験
- ISO 15998 土工機械 - 電子コンポーネントを使用する機械制御システム(MCS) - 機能的安全性の性能基準及び試験